# Inje Speedium
Inje Speedium es un autódromo ubicado en Inje, provincia de Gangwon, en Corea del Sur, a 121 kilómetros de Seúl. El circuito es parte de un complejo llamado Inje Auto Theme Park, que incluye un hotel y condominios. El trazado principal es de 3,908 km (2,428 mi), y posee otros dos de 2,577 km (1,601 mi) y 1,375 km (0,854 mi).
El autódromo fue inaugurado el 25 de mayo de 2013 en una ronda del campeonato japonés Super Taikyu Series, y fue la ronda inaugural de la Asian Le Mans Series 2013.
El circuito debía albergar la octava prueba de la temporada 2020 de la Copa Mundial de Turismos el 18 de octubre. Sin embargo, debido a la pandemia de COVID-19, la ronda fue cancelada; y albergaría la sexta ronda de la temporada 2021 del 16 al 17 de octubre, pero también fue cancelada por el mismo motivo. Para 2022 fue agregada al calendario para los días 8 y 9 de octubre.

## Eventos
Actuales
- Junio: Superrace Championship, Korea Speed Racing.
- Julio: Korea Speed Racing.
- Agosto: Superrace Championship.
- Octubre: Copa Mundial de Turismos, Pure ETCR.

Anteriores
- Asian Le Mans Series (2013-2014).
- Ferrari Challenge Asia-Pacífico (2013-2014).
- Super Taikyu Series (2013)
- TCR Korea (2018).

## Récords
| Categoría                             | Tiempo                                | Piloto                                | Vehículo                              | Evento                                |
| Circuito Grand Prix: 3.908 km (2013-) | Circuito Grand Prix: 3.908 km (2013-) | Circuito Grand Prix: 3.908 km (2013-) | Circuito Grand Prix: 3.908 km (2013-) | Circuito Grand Prix: 3.908 km (2013-) |
| ------------------------------------- | ------------------------------------- | ------------------------------------- | ------------------------------------- | ------------------------------------- |
| LMP2                                  | 1:25.148                              | Ho Pin Tung                           | Morgan LMP2                           | 3 Horas de Inje 2014                  |
| GT3                                   | 1:32.888                              | Han-Chen Chen                         | BMW Z4 GT3                            | 3 Horas de Inje 2014                  |
| LMGTE                                 | 1:33.640                              | Kamui Kobayashi                       | Ferrari 458 GTE                       | 3 Horas de Inje 2013                  |
| TCR                                   | 1:44.038                              | Andrew Kim                            | Volkswagen Golf GTI TCR               | Ronda de Inje de 2018                 |